# Calm Before the Storm
Calm Before the Storm ist das fünfte Studioalbum der britischen Metal-Band Venom. Über die Jahre wurde es mehrfach unter anderen Titeln wie "Metalpunk", "Beauty & The Beast" und "Under A Spell" neu herausgebracht.

## Entstehung
Nach der Veröffentlichung des Livealbums Eine kleine Nachtmusik 1985 konnte die Band einen Plattenvertrag beim Majorlabel RCA erlangen. Doch während der Aufnahmen zum geplanten neuen Album Deadline zerstritten sich Cronos und Abaddon mit Gitarrist Mantas, der bereits vorher krankheitsbedingt einen Teil der Tour verpasste. Im Jahr 1986 verließ er schließlich die Band, worauf Cronos und Abaddon die beiden neuen Gitarristen Mike Hickey (Mykus) und Jim Clare ins Line-Up holten. Ein geplantes Album namens Deadline konnte daher nicht realisiert werden. Stattdessen nahmen die vier Musiker Calm Before the Storm auf, das einige Ideen von Deadline umsetzte. Das Album entstand unter der Regie von Produzent Nick Tauber in den New Marquee Studios in London. Ursprünglich sollte es unter dem Namen Fire auf den Markt kommen. Das Lied Fire wurde 1988 als Promo-Single veröffentlicht.
Calm Before the Storm war auch das letzte Album mit Cronos, der anschließend beide Gitarristen mitnahm und mit Chris Patterson zusammen eine Band unter seinem Namen gründete.

## Musikalischer Stil
Das Album unterscheidet sich von den früheren Venom-Alben, wie Black Metal oder Welcome to Hell. Es ist strukturierter im Aufbau und, da die Band nun ein Quartett war, konnte man komplexere Musik einbauen, zum Beispiel zwei-stimmige Soli oder Lead-Gitarren. Außerdem wirkte der Gesang Cronos' nicht mehr so rau und verbraucht, wie auf früheren Werken, sondern melodischer und etwas höher. Die etwas kommerziellere Ausrichtung, die zwar immer noch im Thrash Metal verwurzelt blieb, aber auch einige Einflüsse aus dem Hard Rock verwendete, wurde der Band von einigen ihrer Fans verübelt. Auch wurden die früheren satanischen und okkulten Texte zu Gunsten von Fantasy-Texten und Rock-&-Roll-typischen Themen zurückgefahren. sowie von der Kritik vorgeworfen. Das Album floppte letztlich und besiegelte das vorläufige Ende von Venom. So resümierte Holger Stratmann im Rock Hard Nr. 24:

„Einen Majordeal wollten VENOM haben, und hoch hinaus sollte es gehen mit der neuen Scheibe! Die Tatsachen: "Calm Before The Storm" steht in einigen wenigen Plattenläden und wird selbst da von den ehemaligen VENOM-Lunatics kaum beachtet. (…)  "Calm Before The Storm" gefällt mit zwar besser als die letzten beiden Studioscheiben (zwei, drei Nummern besitzen auch alte Power und ein für Venom-Verhältnisse ungewöhnlich hohes Niveau), im Grunde ist die Scheibe aber nur ein recht laues Lüftchen.“

Im Nachhinein bereute Cronos, das Album zusammen mit Abaddon aufgenommen und als Venom-Album veröffentlicht zu haben. Mykus und James Clare seien fähige Gitarristen, jedoch eher auf das Spielen und nicht, wie Mantas, die Erzeugung von Lärm und Venoms Auftreten auf der Bühne bedacht. Er habe damals professioneller werden wollen, hätte die Band jedoch nach Eine kleine Nachtmusik auflösen sollen. Calm Before the Storm sei kein Venom-Album.
Tom Lubowski rezensierte das Album rückblickend im Metal Hammer anlässlich des 35. Jubiläums im Rahmen des Artikels Das Metal-Jahr 1987. Laut Lubowski sei Calm Before The Storm für Venom der Sprung gewesen, um sich einen langersehnten Majordeal zu sichern. Er monierte jedoch, dass andererseits Ur-Gitarrist Mantas Venom noch vor den Aufnahmen zu Calm Before The Storm verließ. Außerdem würde sich die Band mit dem Album von ihrem satanischen Image zu Gunsten von Fantasy-Thematiken wegbewegen.

## Titelliste
1. Black Christmas – 2:57
2. The Chanting of the Priests – 4:23
3. Metal Punk – 3:22
4. Under a Spell – 4:09
5. Calm Before the Storm – 4:13
6. Fire – 2:42
7. Krackin’ Up – 2:14
8. The Beauty and the Beast – 3:49
9. Deadline – 3:16
10. Gypsy – 2:25
11. Muscle – 2:42